# 十二使徒号战列舰
“十二使徒”号战列舰（羅馬化：Dvenadsat Apostolov，直译：十二使徒）是为俄罗斯帝国海军建造的一艘前无畏舰，也是该舰级唯一一艘军舰。该舰于1893年加入黑海舰队，但直到1894年才完成整备并正式开始服役。1905年，该舰曾参与尝试夺回发生兵变的“波将金”号战列舰的行动。1911年该舰退役并解除武装，隔年被改装成一艘潜艇母舰。该舰于1918年在塞瓦斯托波尔被德军俘获，并于12月被移交给协约国，此后一直停泊在塞瓦斯托波尔。1920年俄国白军撤离克里米亚时被遗弃，随后在俄国内战中曾被对战双方轮番俘获。
1925年，在导演谢尔盖·爱森斯坦拍摄电影《战舰波将金号》时，“十二使徒”号被用作电影中“波将金”号的替身，1931年该舰最终被拆解。

## 设计
“十二使徒”号最初是黑海舰队订购的两艘同舰级战列舰之一。但是该舰级二号舰被一家濒临破产的公司中标，因而最终只有“十二使徒”号开始建造。该舰最初的武器装备规划是8门9英寸（229）炮，其中4门安装在两座双联炮塔中，其余几门放在舰体中央的炮廓内。在1888年初开始建造船体之后，俄国海军技术委员会在当年9月决定将水线装甲带的厚度从13英寸（330）增加到14英寸（356），并由此额外增加75長噸（76公噸）排水量。由于委员会认为该舰设计案中的舰首过重，还决定将前炮塔向后移动7英尺8英寸（2.3），并修改武器装备为安装在舰体两端双联炮座内的4门12英寸（305）炮，另有4门6英寸（150）炮则安装在一座缩短的炮廓内。总的来说这些变化，包括增加的装甲，使得舰体总排水量增加了100長噸（102公噸）。

### 总体特征
“十二使徒”号水线长335英尺6英寸（102.3），全长342英尺（104.2），舷宽60英尺（18.3），吃水深27英尺6英寸（8.4）。该舰的确切排水量从来没有测量过，但估计为8,710長噸（8,850公噸），比设计的8,076長噸（8,206公噸）超出600長噸（610公噸）。
该舰的舰体形状与皇帝亚历山大二级相类似，但安装有一具4英尺（1.2）长的撞角。船体内由十一个横向和一个中线纵向水密舱壁区隔，船底有一个完整的35.4英寸（900）深双层底。该舰的稳心高度为2.62英尺（80）。在1894年10月的一次风暴中，尽管“十二使徒”号翻滚严重，舱口和舱盖都出现了漏水，但还是展现出了比老式叶卡捷琳娜二世级更好的耐波性能。海军历史学家N·J·M·坎贝尔（N. J. M. Campbell）评价该舰比皇帝亚历山大二世级要出色得多。
“十二使徒”号装有两台由波罗的海造船厂制造的三缸垂直三胀蒸汽机，设计总输出功率8,500匹指示馬力（6,338千瓦特）。八座圆柱形锅炉为发动机提供蒸汽，驱动两具5.26（17英尺）直径的螺旋桨。在1894年9月的海试中，在1894年9月的海试中，该舰的动力装置输出达到了8,758匹指示馬力（6,531千瓦特），并在强制通风下达到了最高速度15.2節（28.2每小時；17.5英里每小時），而正常通风情况下速度大约是14.5節（26.9每小時；16.7英里每小時）。在初次进行引擎试验后，为了提高吸气效率并保持上层建筑不受烟囱排气的影响，该舰的烟囱被提高了12英尺6英寸（3.81米）。满载着710長噸（720公噸）煤的情况下，该舰可以以10節（19每小時；12英里每小時）的速度行驶1,900海里（3,500；2,200英里）。“十二使徒”号还有六台西门子发电机，总输出功率540千瓦特（720匹馬力）。

### 武器和防护

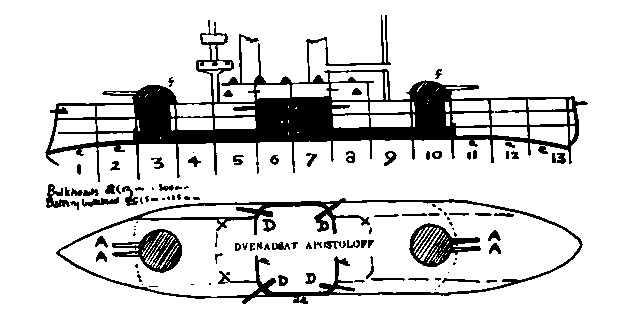
“十二使徒”号的平面图和左侧图，主炮标记为“A”，副炮标记为“D”，出自1900年版的《简氏战舰》

“十二使徒”号的主要武器装备包括两组30倍径12英寸（305）奥布霍夫1877型火炮，分别安装在前后两个双联炮座上。炮管设计转向最大仰角+15°，俯角可到-5°，横向270°。每门炮备弹66发，使用731.3英磅（331.7）炮弹，初速为1,870英尺每秒（570每秒），炮口6°仰角时射程为5,570碼（5,090）。开炮频率为每五分钟一发，但如果舰体倾斜角度超过5°，装弹机械就无法正常工作。
四门35倍径6英寸（152）1877型火炮被放置在中央炮台的枢轴架上。舰体的两侧面向内倾斜，以提供轴向火力支持。它们总共可以横向转向100°，而每门炮都有130度的射击弧度。这几门炮各备弹130发。所用炮弹重达91.5英磅（41.5）、炮口初速为2,300英尺每秒（700每秒）。为了防御鱼雷艇，舰上安装了12门47（1.9英寸）霍奇基斯机炮，安装在舰体或上层建筑的炮膛里。这些霍奇基斯炮使用3.2英磅（1.5）炮弹，炮口初速为1,867英尺每秒（569每秒）。两门5管37（1.5英寸）霍奇基斯旋转加农炮安装在上层建筑的前端，另外两门安装在第二个烟囱后面的平台上。在前桅的战斗桅楼安装了6门单管炮，在上层建筑的末端安装了两个小炮膛。其余两门炮的位置未知，可能是作为舰上的小艇所装备的武器。“十二使徒”号另外还装备有6具15英寸（381）鱼雷发射管，舰首和舰尾各一具，两舷各装有两具。
该舰主要使用由英国谢菲尔德的凯莫尔·莱尔德造船厂所提供的复合装甲。主水线装甲带的最大厚度为14英寸（356），主要敷设在推进舱室两侧，但到弹药库两侧时减薄到12英寸，而下边缘只有7—8英寸（178—203）厚。这片装甲带有228英尺8英寸（70）长，5英尺6英寸（1.68米）高，但因为超重，其中大部分（约4英尺3英寸（1.3米））低于实际吃水线。9—12英寸（229—305）厚的水密舱壁为舰体的重要部位提供横向防护。较低的炮廓装甲长214英尺（65.2），厚12英寸。其上是5英寸（127）钢板所保护的6英寸炮。炮塔装甲厚10—12英寸（254—305）。最初设计的炮塔是开放式的，但可能在1893年又加装了2.5英寸（64）厚的半球形盖。指挥塔被8英寸厚的钢制装甲包覆。

## 舰历
“十二使徒”号是在尼古拉耶夫的尼古拉耶夫海军部造船厂建造的。该舰于1889年8月21日铺设龙骨，1890年9月13日下水，1892年5月11日航行到塞瓦斯托波尔进行舾装。该舰于1893年6月17日加入舰队，12月正式竣工，但直到1894年才完全准备好服役。1895年，该舰被用来测试由A·P·伊格鲁莫夫（A. P. Ygrumov）中尉发明的一种新型轨道布雷系统，同时也用来评估反鱼雷网及其炸药的当量。在这最后一次试验中，该舰展开反鱼雷网后，接受鱼雷射击。1903年，舰上一门未知口径的炮发生了爆炸，导致一人死亡，两人受伤。
1905年6月30日，“十二使徒”号参与了夺回发生舰员兵变的俄国战列舰“波将金”号的任务，但最终失败。作战中，该舰试图撞击“波将金”号，但舰上同情兵变的水手们将引擎反转，并阻止了“十二使徒”号的指挥官科兰兹引爆该舰以炸沉“波将金”号的企图。
塞瓦斯托波尔港务局在1904年提议给该舰安装贝尔维尔锅炉，但是这个计划被改为换装战列舰“切斯马”号上拆下的锅炉。三年后，海军总参谋部提议两座炮塔中安装4门10英寸炮，而炮廓中的几门6英寸大炮则换新。据估计，这项计划将花费1,275,000卢布，而且只会增加15長噸（15公噸）的排水量。但海军技术委员会认为，鉴于该舰过时的布局，这项计划是一种浪费。1909年，总参谋部提出了另一项议案，即用较小口径的舰炮对该舰进行重新装备，使其成为一艘警备舰，用来防御敌方轻型部队对塞瓦斯托波尔的攻击。这个提议最初在1909年6月得到了时任海军部长、海军上将伊万·格里戈罗维奇的批准，但后来被撤销。
“十二使徒”号于1911年4月1日被移交塞瓦斯托波尔港务局，从海军名单上除名，并于4月15日解除武装。该舰先是在1912年成为一艘固定的潜艇母舰。而后在1914年9月4日被更名为“布洛克希夫8”号，用于港口作业。1918年5月，该舰在塞瓦斯托波尔被德军俘虏，并于1918年12月被移交给协约国。在俄国内战期间，该舰先是被布尔什维克俘获，然后又被白军俘获。最终在1920年白军撤离克里米亚时被遗弃。第二年，舰上的推进装置被拆除。据记载，在1931年1月28日被当作废品出售之前，该舰曾在1925年谢尔盖·爱森斯坦拍摄电影《战舰波将金号》时被用作“波将金”号的替身，彼时该舰还是一艘水雷趸船。

## 脚注

### 引文
1. ↑  《俄国与苏联海上力量史》 1983年，第665页
2. ↑  McLaughlin 2003，第47–48頁
3. 1 2  McLaughlin 2003，第46, 48頁
4. 1 2 3 4  McLaughlin 2003，第48頁
5. ↑  Campbell 1979，第179頁
6. ↑  McLaughlin 2003，第46頁
7. 1 2 3  Arbuzov 1992，第388頁
8. ↑  McLaughlin 2003，第49, 52頁
9. ↑  Friedman 2011，第251頁
10. ↑  Campbell 1978，第49頁
11. ↑  Friedman 2011，第118頁
12. 1 2  McLaughlin 2003，第49頁
13. ↑  McLaughlin 2003，第46, 52頁
14. ↑  Arbuzov 1992，第381, 387頁
15. 1 2 3 4 5  McLaughlin 2003，第52頁
16. ↑  Bascomb 2007，第184頁
17. ↑  Arbuzov 1992，第387頁